# Паращук, Сергей Иванович
Сергей Иванович Паращук — советский и российский рок-музыкант, певец, автор песен. Лидер рок-группы «НЭП» («Н.Э.П.»), рок-кавер-проекта «Дубы-Колдуны» .
Коренной ленинградец, да ещё и выросший в центре города, Сергей Паращук с самого открытия ЛРК на Рубинштейна, 13 — частый гость площадки и многочисленных, по тем временам, подпольных и квартирных концертов.
Изначально о музыкальной карьере даже не помышлял, а гитару, неожиданно для него подаренную родителями, освоил, пока занимался в школьном театральном кружке ради постановки музыкальных номеров.
Созданная им группа «НЭП» в 1988 году стремительно ворвалась в пантеон русского рока благодаря искренности подачи материала, неудержимой энергии и харизматичности лидера.
Сам Сергей Паращук, наравне с Константином Кинчевым и Юрием Шевчуком награждён Почётным знаком Св. Татианы I степени, как «наставник молодёжи» в 2011 году.

## Биография

### Ранние годы
Сергей Паращук родился 13 августа 1966 года в Ленинграде. Отец — Иван Иванович Паращук (р. 5 июня 1937 г.), работал инженером (позже главным инженером) ЖКХ. Мать — Валентина Константиновна (р. 15 февраля 1938 г.), работала на картонажной фабрике. На момент рождения Сергея семья жила в Октябрьском (нынешнем Адмиралтейском) районе в Гривцовом переулке, затем, разменяв коммуналку на коммуналку попросторнее, переезжает на Гражданскую улицу, по соседству, а после уже в отдельную квартиру на ул. Плеханова (нынешняя Казанская ул.). Учился в 256-й школе. Был «хорошистом». Принимал деятельное участие в школьном театре, обнаруживая тягу к творчеству с раннего возраста. В остальном же увлечения детства сводились к футболу и хоккею, хотя, по воспоминаниям самого Сергея, к ним прибавились не стандартные для детских хобби шахматы, которыми занимался при ДПШ и добился, за неполные 4 года, ощутимых успехов, получив 3-й взрослый разряд. Много читал. 
Однажды, без предупреждения, родители принесли домой и подарили сыну гитару (производства ленинградской Завода им. Луначарского), о чём он не просил до этого, но применение нашёл для школьного театра. Начал обучаться для постановок музыкальных номеров. 
На школьном театре применение гитары не закончилось. Постепенно Сергей открывает для себя рок-музыку, а несколько позже, с подачи старших двоюродных братьев, начал посещать полуподпольные концерты всевозможных советских любительских исполнителей. «Дух свободы и братства», нехарактерный для тех лет и прочувствованный юным Паращуком на этих «сейшенах» ещё больше развернул его на путь самостоятельного творчества. 
1981 году в Ленинграде по адресу ул. Рубинштейна, 13 открывается первый в СССР официальный рок-клуб. С этого момента слушать и впитывать новое стало проще и безопаснее и теперь уже редкий фестивальный день в ЛРК Сергей пропускал. Стремление к такого вида самовыражению росло с каждым годом, начали писаться первые стихи, а для того, чтобы «подтянуть» игру на гитаре, молодой Паращук год посещал джазовое училище. Сергей окончил школу в 1981 году и тогда же поступил в ЛРТ (радиотехнический техникум) на Гривцова пер., 8, поближе к дому. Там отучился с 1981 по 1985 годы и получил сразу три специальности — техник-электрик по ремонту и эксплуатации ЭВМ, программист, монтажник радиоаппаратуры 3-го разряда. Там же познакомился с будущим многолетним басистом «НЭП» Германом Кудрявцевым (был исключён из техникума на втором курсе) и первым ударником своего, на тот ещё момент, коллектива без названия Славой. 
Также в 1985 году Сергей впервые женится на своей тогдашней девушке Светлане. 
От идеи собрать музыкантов Сергей переходит к действиям и уже подбирает состав, как его в 1985 году призывают в армию, хотя медкомиссия превоначально освободила от службы и даже оговаривалась дата выдачи «белого билета». Тем не менее варианты «откосить» Паращук рассматривать не стал и на 2 года выпал из «около-рок-клубовской» жизни. 
Служба проходила в 250 км от Санкт-Петербурга в войсках ПВО. Постепенно Сергей убеждался, что, возможно, все эти попытки «в музыку» безпочвенны, хотя стихи продолжал писать. Из-за этих стихов едва не начались большие проблемы. Во время одного из смотров личных вещей у Паращука обнаружили две 96-листовые тетради стихов, где автор выставлял советскую власть в неприглядном свете. «Особист» не поленился ознакомится с содержимым тетрадей и всё могло закончится дисбатом, или того хуже — «до 5 лет» за антисоветскую пропаганду, но, как вспоминает Сергей, «обошлось». 
Переломный момент случился в 1987 году на проводах младшего двоюродного брата в армию. В процессе застолья Сергея попросили взять гитару и спеть что-нибудь «из своего». Реакция собравшихся, высказанная бурными недоумениями, почему он до сих пор не соберёт группу и не оформит свои песни ярче, окончательно убедила Паращука в том, что пора пришла.

### Начало пути
Весной 1987 года, Сергей собирает вокруг себя музыкантов из числа своих бывших сокурсников и новообразованное трио, вскоре ставшее квартетом, приступает к очень плотным репетициям, проходившим в ДК НИИЭФА в пос. Металлострой. Молодые люди подходят к делу с полной отдачей, так, например, Сергей, живший всё так же на ул. Плеханова, вынужден был каждый раз по 2 с половиной часа добираться до репточки и также назад, нередко даже оставаясь ночевать у жившего там же барабанщика.
В том же 1987 году Сергей переживает первый развод. Причиной стала чрезвычайно плотная занятость с группой.
Первая программа, нацеленная на вступление в рок-клубовские ряды, готовилась музыкантами год и состояла целиком из песен Паращука, написанных в армии. Сергей понимал, что, как музыканты они слабоваты, и сделал ставку на сыгранность, что в конечном итоге и помогло. Нанервничавшись, но отыграв достойно, группа без почти обязательного «кандидатского срока» была принята в ЛРК 7 марта 1988 года после прослушивания на малой сцене.
По достижении этой цели Паращук сотоварищи продолжают развивать группу в различных направлениях: самостоятельно организовывают выступления помимо рок-клубовских, полулегально на свой страх и риск записывают программу, с которой дебютировали в рок-клубе («70 мгновений весны»), обзаводятся профессиональным директором, который, в свою очередь, продавливает группе первое в её истории выступление в Москве, и сразу на фестивале в СК «Олимпийский». Там коллективу поступает крайне выгодное с точки зрения промушена и финансов предложение от продюсерского центра «Театр Аллы Пугачёвой», но ознакомившись с контрактом, Паращук его отвергает, дабы сохранить идентичность и независимость своей группы и своего творчества. Такой незаурядный шаг мог надломить коллектив, но он, в свою очередь, наоборот ещё сильнее сплачивается вокруг фигуры своего лидера.

### «НЭП»
Сергей эксприментирует со звучанием группы, приглашает клавишника, утяжеляет звук, из текстов понемногу уходит политизированность, обильно наполнявшая первую работу. В 1989 группа представляет новый альбом «Диссонанс», с которым выступает на VII Фестивале ЛРК, откатывает беспрецедентный тур по стране с датскими и американскими группами в рамках «Next Stop Rock n' Roll». Впоследствии от клавишного звучания принято решение отказаться в угоду более модному гитарному.
С самого начала 90-х начинаются активные гастроли в Европе. Сергей не снижает продуктивности, и после выхода альбома «Про…» в 1991 году популярность коллектива взлетает на новую высоту.
С ростом популярности и плотным режимом концертов Паращук несколько «отпускает» ситуацию внутри коллектива, чрезмерно доверяя на тот момент администрации группы. Вследствии манипуляций и откровенно мошеннических действий команда сперва остаётся без весьма успешного первого директора, а подсидевший его человек откровенно обворовывает группу, о чём Сергей довольно быстро узнаёт и со скандалом выставляет его. Но уходя ушлый администратор уносит с собой все концертные контакты и с гастролями по стране становится тяжелее. Паращук принимает решение перенести основную гастрольную деятельность в Европу, показав себя на тот момент не только лидером, но и толковым менеджером (на пару с Е.Лёвиным).
В конце октября 1992 года гражданская супруга Сергея Елена родила дочь Дарью.
Следующий всплеск популярности связан с приходом на место продюсера группы бывшего клавишника DDT Андрея Муратова. На основанном им лейбле «АРМКО» Сергей с группой записывают и издают свой самый популярный на данный момент альбом «Ветер вагонов». Выход альбома сопровождает мощнейший промоушен. Налаживается гастрольная деятельность по России, во множестве раздаются интервью, печатаются постеры и многое другое. К несчастью продлилось всё не так долго, как хотелось бы. Муратова подставляют на крупную сумму денег, он сворачивает деятельность в России и переезжает в Германию.
1994-97 — Сергей с группой в основном концертируют в Европе, объездив по многу раз Бельгию, Германию, Францию, Нидерланды и др. страны. Благодаря мощной харизме и полноценной отдаче Сергея Паращука на сцене группа не затерялась среди европейских команд, а напротив, даже обзавелась поместными фан-клубами.
Параллельно с основным коллективом Сергей инициирует создание проекта «Дубы-Колдуны», состоящего из музыкантов групп «АлисА», «НЭП» и DDT. Репертуар состоит из перепевок советских киношлягеров 1960-х — 70-х годов. Группа собиралась редко, хотя и пользовалась неизменно высоким интересом. Совместно было записано 2 альбома.
В конце 1997 года, едва закончив запись и сведение альбома «Вот она любовь…», происходит несчастье. Сергей получает тяжелейшую травму ноги (тройной перелом), выбивающую его (и группу соответственно) из музыкальной деятельности на 2 года. Выписавшись из больницы Паращук, в сущности, заново учится ходить. Группу приходится также пересобирать заново, что получается весьма успешно. Тем не менее даже пара лет отсутствия в поле зрения СМИ серьёзно сказываются на узнаваемости и популярности его коллектива. Тем не менее концерты и фестивали в жизни группы продолжаются.
Большим подспорьем стало также то, что Сергей осуществил давно задуманное и написал песню «Нам всё по барабану!», ставшую неофициальным гимном ФК «Зенит» (Санкт-Петербург), чьим преданным болельщиком является и сам Паращук.
Но неурядицы для группы на этом не заканчиваются, и после ухода двух музыкантов из «Алисы» в 2003 году Кинчев просит «на время» уступить ему И.Романова и А.Вдовиченко. Паращук даёт добро и первое время его даже устраивает такое совмещение, но спустя время накладки по гастролям становятся слишком сильными и Сергей опять берётся за набор нового состава.
Спустя ещё почти 2 года тяжелейших поисков подходящих музыкантов, Сергей решает впустить координально новую, молодую кровь. Результат не замедлил, звучание группы приобретает более современное звучание, на что и делелась ставка.
Следующее десятилетие Сергею вновь приходится задействовать все свои менеджерские способности, так как группа работает фактически без директора. Особенно грандиозным становится 2016 год. «НЭП» выпускает свой первый сингл на грядущий альбом, С помпой отмечается 50-летие Паращука при стечении целой плеяды звёздных друзей: Ю.Шевчук, С.Галанин, А.Чернецкий, С.Чиграков, И."Чёрт", О.Гаркуша и мн.др. Но «вишенкой на торте» для самого Сергея становится появление на свет сына Александра, которого родила ему вторая официальная супруга Ксения.
Вышедший в 2018 году после сверхдолгого перерыва альбом «Мама» раскрывает творческий потенциал Паращука с совершенно новой стороны. Музыка заметно утежеляется и осовременивается. При всех положительных моментах издавать и распространять альбом Сергей берётся самостоятельно.
На рубеже 2010-20х годов Сергей на пару с гитаристом Маратом Капрановым отрабатывает акустическую программу, с которой также много гастролирует.
В начале 20-х годов С.Паращук выводит группу на необжитые до этого площадки Telegram и YouTube.
В сентябре 2023 года Сергей решается на выпуск так и не вышедшего альбома «Вот она любовь…» с помощью крауд-платформы Planeta.ru
31 октября 2023 года Сергей презентовал новый сайт своей группы.

## Личная жизнь
С 2013 года совмещает работу с группой с официальной. Работает преподавателем Студии Рок в ПМК «Вега» (г. Санкт-Петербург).

###### Семья
Сергей Паращук был дважды официально женат.
- Светлана Бызина — брак с 1985 по 1987;

- Елена Соловьёва — гражданский брак с 1988 по 2008

дочь — Дарья Кузьминцева (Паращук) — род. 31.10.1992 (профессиональный стилист / визажист)
- Ксения Штарёва (Штырь) — брак с 2016 по 2023

сын — Александр Паращук — род. 7.03.2016

## Дискография
См. Дискография группа НЭП
См. Дискография группа Дубы-Колдуны

## Фильмография
| Год  |   | Название          | Роль             |
| ---- | - | ----------------- | ---------------- |
| 2014 | ф | В активном поиске | менеджер в офисе |